# Dennis Lind
Dennis Lind (ur. 3 lutego 1993 roku w Roskilde) – duński kierowca wyścigowy.

## Kariera
Lind rozpoczął karierę w wyścigach samochodowych w 2008 roku od startów w Formule Ford. W edycji północnoeuropejskiej był najlepszy, a w Danii ukończył sezon z tytułem wicemistrza serii. Poza tym startował również w edycji Beneluxu oraz w Festiwalu, ale bez sukcesów. Rok później zdobył mistrzowski tytuł w Duńskiej Formule Ford, a dwa lata później zwyciężył w Festiwalu Formuły Ford w klasie Duratec. Poza tym w kolejnych latach startów pojawiał się w stawce Brytyjskiej Formuły Ford, Peugeot Spider Cup Denmark, Niemieckiej Formuły 3, ADAC Formel Masters, Auto-G Danish Thundersport Challenge, Camaro Cup Sweden, Nordic Camaro U.S. Race, European Le Mans Series oraz Formuły Acceleration 1.